# (5281) Lindstrom
(5281) Lindstrom es un asteroide perteneciente al cinturón de asteroides descubierto el 6 de septiembre de 1988 por Schelte John Bus desde el Observatorio Interamericano del Cerro Tololo, Chile.

## Designación y nombre
Lindstrom fue designado inicialmente como 1988 SO1.
Posteriormente, en 2000, se nombró en honor de la científica estadounidense Marilyn Lindstrom.

## Características orbitales
Lindstrom está situado a una distancia media del Sol de 3,014 ua, pudiendo acercarse hasta 2,661 ua y alejarse hasta 3,368 ua. Tiene una inclinación orbital de 11,09 grados y una excentricidad de 0,1173. Emplea en completar una órbita alrededor del Sol 1911 días. El movimiento de Lindstrom sobre el fondo estelar es de 0,1883 grados por día.

## Características físicas
La magnitud absoluta de Lindstrom es 11,6.